# Giovanni Augusto
Giovanni Augusto Oliveira Cardoso (Belém, 5 settembre 1989) è un calciatore brasiliano, centrocampista della Chapecoense.

## Caratteristiche tecniche
È un esterno destro.

## Carriera
Ha esordito il 4 aprile 2010 con la maglia dell'Atlético Mineiro in un match pareggiato 3-3 contro l'América-MG.

## Statistiche

### Presenze e reti nei club
Statistiche aggiornate all’8 novembre 2017.
| Stagione                | Squadra                 | Campionato              | Campionato | Campionato | Coppe nazionali | Coppe nazionali | Coppe nazionali | Coppe continentali | Coppe continentali | Coppe continentali | Altre coppe | Altre coppe | Altre coppe | Totale | Totale | Totale |
| Stagione                | Squadra                 | Comp                    | Pres       | Reti       | Comp            | Pres            | Reti            | Comp               | Pres               | Reti               | Comp        | Pres        | Reti        | Pres   | Reti   |        |
| ----------------------- | ----------------------- | ----------------------- | ---------- | ---------- | --------------- | --------------- | --------------- | ------------------ | ------------------ | ------------------ | ----------- | ----------- | ----------- | ------ | ------ | ------ |
| 2010                    | Atlético Mineiro        | A+MIN                   | 0+1        | 0          | CB              | 1               | 0               |                    | -                  | -                  |             | -           | -           | 2      | 0      |        |
| 2010                    | Náutico                 | B+PER                   | 22+0       | 2+0        | CB              | 0               | 0               |                    | -                  | -                  |             | -           | -           | 22     | 2      |        |
| 2011                    | Atlético Mineiro        | A+MIN                   | 10+4       | 0+1        | CB              | 0               | 0               | CS                 | 0                  | 0                  |             | -           | -           | 14     | 1      |        |
| 2011                    | Grêmio Barueri          | B+PAU                   | 10+0       | 0          | CB              | 0               | 0               |                    | -                  | -                  |             | -           | -           | 10     | 0      |        |
| 2012                    | Criciúma                | B+CAT                   | 27+0       | 3+0        | CB              | 0               | 0               |                    | -                  | -                  |             | -           | -           | 27     | 3      |        |
| 2013                    | Náutico                 | A+PER                   | 0+12       | 0+3        | CB              | 2               | 0               |                    | -                  | -                  |             | -           | -           | 14     | 3      |        |
| 2013                    | ABC                     | B+POT                   | 13+0       | 2+0        | CB              | 0               | 0               |                    | -                  | -                  |             | -           | -           | 13     | 2      |        |
| 2014                    | Figueirense             | A+CAT                   | 24+11      | 4+1        | CB              | 1               | 1               |                    | -                  | -                  |             | -           | -           | 36     | 6      |        |
| 2015                    | Atlético Mineiro        | A+MIN                   | 35+1       | 5+0        | CB              | 2               | 0               | CL                 | 2                  | 0                  |             | -           | -           | 40     | 5      |        |
| Totale Atlético Mineiro | Totale Atlético Mineiro | Totale Atlético Mineiro | 51         | 6          |                 | 3               | 0               |                    | 2                  | 0                  |             | -           | -           | 56     | 6      |        |
| 2016                    | Corinthians             | A+PAU                   | 32+11      | 3+2        | CB              | 4               | 0               | CL                 | 6                  | 1                  |             | -           | -           | 53     | 6      |        |
| 2017                    | Corinthians             | A+PAU                   | 10+2       | 1+0        | CB              | 4               | 0               | CS                 | 4                  | 0                  |             | -           | -           | 20     | 1      |        |
| Totale carriera         | Totale carriera         | Totale carriera         | 225        | 27         |                 | 14              | 1               |                    | 12                 | 1                  |             | -           | -           | 251    | 29     |        |

## Palmarès

### Competizioni nazionali
- Campionato brasiliano: 1

Corinthians: 2017
- Campeonato Brasileiro Série B: 1

Vitória: 2023

### Competizioni statali
- Campionato Mineiro: 2

Atletico Mineiro: 2010, 2015
- Campionato Catarinense: 1

Figueirense: 2014
- Campionato paulista: 1

Corinthians: 2017